# Jean Hébert-Stevens
Pour les articles homonymes, voir Hébert et Stevens.

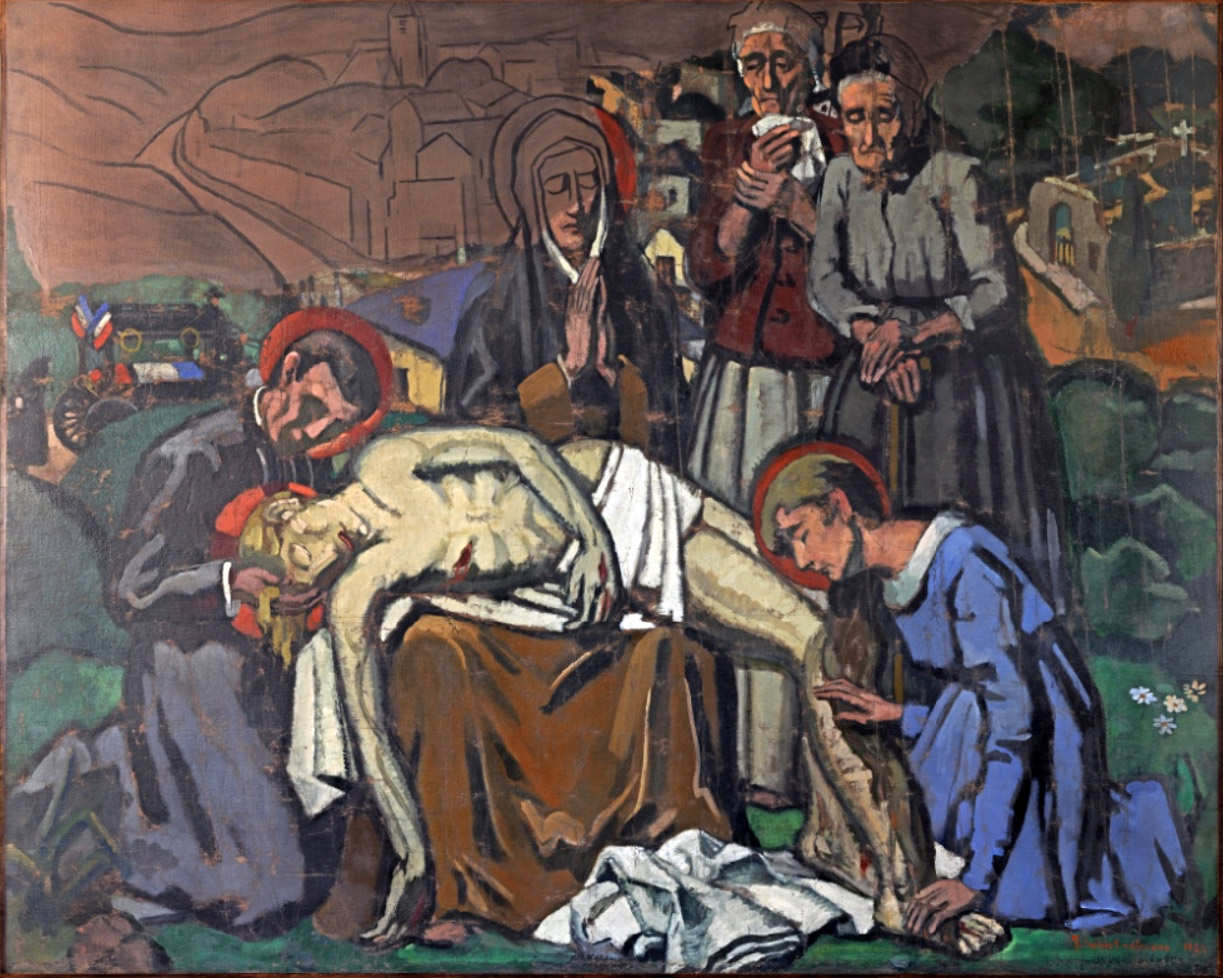

Jean Hébert-Stevens, né le 27 juillet 1888 à Maisons-Laffitte et mort le 7 mars 1943 à Paris, est un peintre et maître-verrier français.

## Biographie

### Famille
Son père est Georges Hébert (1837 Rouen-1904 Paris), artiste-peintre, lui-même fils de Jean-Baptiste Hébert (1795 Rouen-1870 Paris), notaire royal à Rouen. Sa mère est Jeanne Stevens (1856 Bruxelles-1903 Paris), fille d'Arthur Stevens (1825-1890), conservateur de la Galerie de Tableaux de S.M. le Roi des Belges, et de Mathilde Kindt (1835 Bruxelles-1886 Paris), écrivain, de son nom de plume Jeanne Thilda (collaboration au Gil Blas).
En 1915, il épouse Pauline Peugniez, artiste peintre comme lui, qu'il rencontre à l'École des beaux-arts de Paris. Leur fille Adeline est également peintre verrier.
Jean Hébert-Stevens meurt le 7 mars 1943 en son domicile dans le 7e arrondissement de Paris. Il refuse la Légion d'honneur qu'on lui propose dans les années 1930 parce qu'il a été dispensé d'aller au Front en 1914-1918, à cause d'un problème cardiaque.

### Carrière scientifique pendant la Grande Guerre
Jean Hébert-Stevens, artiste peintre et maître-verrier, se signale d'abord par ses talents de physicien : comme sapeur du Génie militaire, il imagine et construit, pendant la Première Guerre mondiale, un appareil de signalisation par rayons Infrarouges qu'Édouard Branly présente en 1919 à l'Académie des Sciences. Les portes « qui s'ouvrent toutes seules » sont une des applications pratiques de son invention.

### Carrière artistique, le renouveau du vitrail
Aux Ateliers d'art sacré, il étudie avec Maurice Denis et George Desvallières. Il expose au salon de la société nationale et au Salon d'automne,.
Avec son épouse, Pauline Peugniez, il se consacre à la peinture, et surtout au vitrail, du renouveau duquel il fut l'un des principaux artisans. En 1923, ils ouvrent avec André Rinuy un atelier pour introduire dans le vitrail la sensibilité des peintres,,.
À l'Exposition internationale des Arts décoratifs et industriels modernes de 1925, ils présentent, outre leurs œuvres, des vitraux d'après des cartons de Maurice Denis, de George Desvallières (ils font partie alors des Ateliers d'art Sacré), du Père Couturier et de Georges Gallet (Monsieur de compagnie du Duc de Massa, ami du peintre Roger de La Fresnaye.)
Puis Jean Hébert-Stevens réalise en 1929 les vitraux de George Desvallières pour l'ossuaire de Douaumont.
Il réalise tous ses vitraux en collaboration avec son épouse, Pauline Peugniez : 
- ceux de l'église Saint-Pierre de Roye (Somme) ;
- de l'église Saint-Vaast de Moreuil (Somme) ;
- de l'église Saint-Martin du Plessier-Rozainvillers (Somme) ;
- ceux de l'église des Missions à l'Exposition coloniale en 1931 (maintenant église Notre-Dame-des-Missions d'Épinay-sur-Seine) ;
- le vitrail pour la nef de la cathédrale Notre-Dame de Paris (présenté dans le Pavillon pontifical à l'Exposition universelle de 1937)[12],[13] ;
- vitraux de l'église Notre-Dame des Alpes à Saint-Gervais-les-Bains (Haute-Savoie) ;
- vitraux de l'église Saint-Pierre de Crestot (Eure) : Notre-Dame des Champs[14] et Saint Christophe[15].

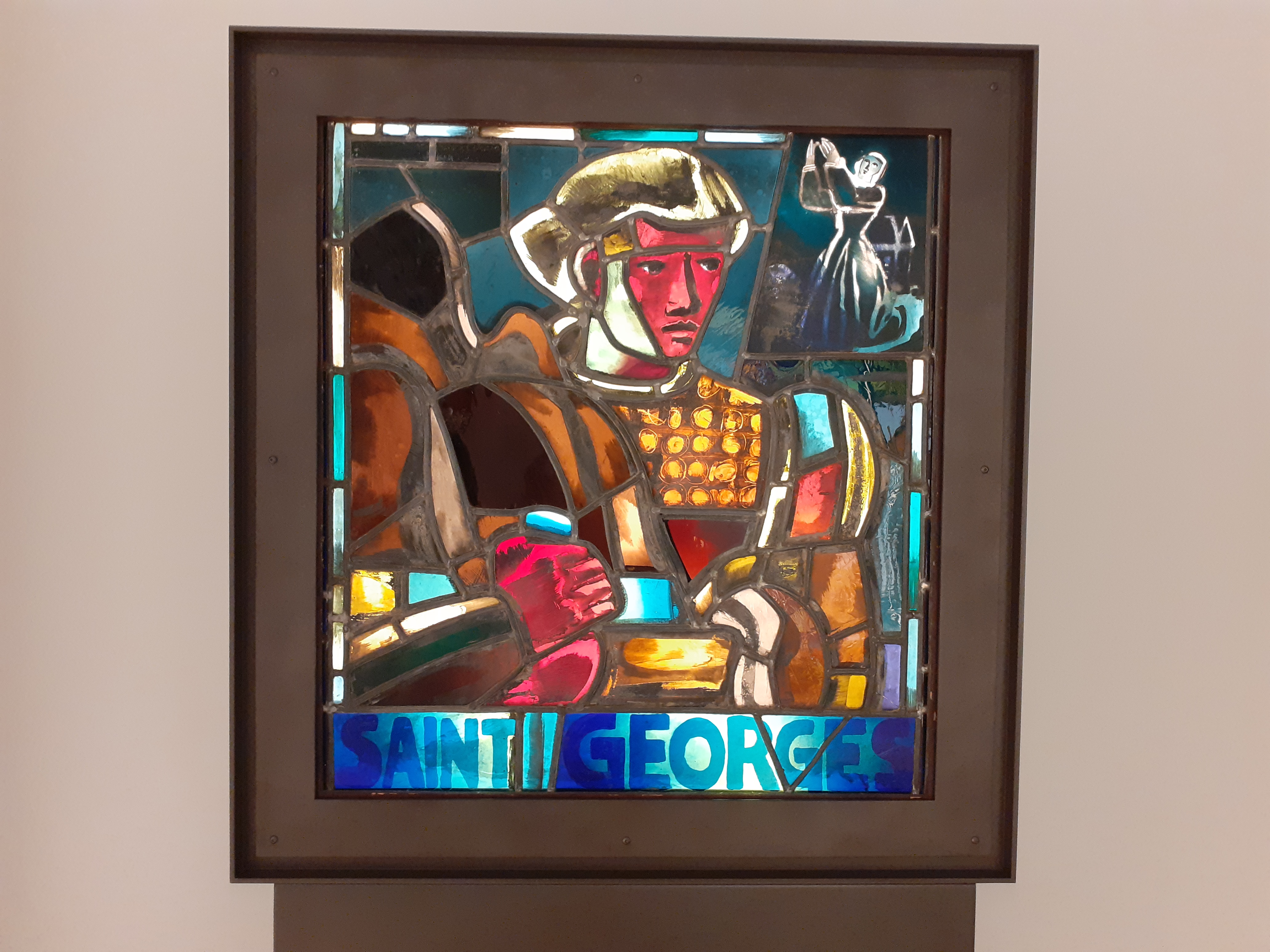
Saint Georges - 1933

Mais il sent la nécessité de s'adresser aux plus grands peintres pour rénover l'art du vitrail : en 1938, il demande à Georges Rouault l'autorisation de transcrire en verres trois de ses toiles sur la Passion et réalise un vitrail de Marcel Gromaire et le premier vitrail de Jean Bazaine. Exposés en 1939, juste avant la Seconde Guerre mondiale à la galerie du Petit Palais, ces vitraux marquent le début de l'appel aux peintres qui depuis 1945 a insufflé au vitrail un sang nouveau.
Le musée François-Décorchemont (Conches-en-Ouche, op. cit.) expose notamment le vitrail Saint Georges, de 1933.